# Пересічанський дуб
Пересіча́нський дуб — ботанічна пам'ятка природи місцевого значення в Україні. Об'єкт природно-заповідного фонду Харківської області. 
Розташований на території Дергачівського району Харківської області, на околиці села Семенівка. 
Площа — 0,1 га. Статус присвоєно згідно з рішенням облвиконкому від 03.12.1984 року № 562. Перебуває у віданні: Данилівський дослідний держлісгосп УкрНДІЛГА ім. Г.М. Висоцького (Дергачівське л-во, кв. 59: вид. 3). 
Статус присвоєно для збереження одного екземпляра дуба звичайного віком понад 250 років.